# マルカム・カウリー

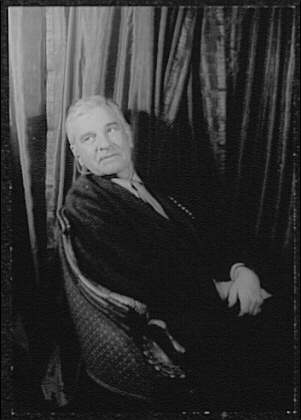
マルカム・カウリー

マルカム・カウリー（Malcolm Cowley, 1898年8月28日 - 1989年3月27日）は、アメリカの詩人、批評家。

## 来歴
ハーヴァード大学在学中に第一次世界大戦に従軍。戦後はこの時代の多くのアメリカの若い芸術家・文学者たちと同様にニューヨークやパリでボヘミアン生活を送った。代表作である『亡命者の帰還』（1934; 改訂版1951）は「狂騒の1920年代」とも呼ばれたこの時代の克明な記録であり、いわゆる「失われた世代」の精神的彷徨を生き生きと描いたエッセイとして名高い。
1930年代以降はマルキシズムに傾倒、多くの政治的エッセイも残しているが、後世に彼が与えた影響は圧倒的に「文学的」なものである。1929年から1944年まで『ニュー・リパブリック』の編集に携わり、第二次世界大戦後は旺盛な批評活動によってアメリカの文芸ジャーナリズムに絶大な影響を及ぼした。とりわけアカデミズムの外の文学批評において、エドマンド・ウィルソンと共にこの時代の双璧をなす人物と目されている。
雑誌や選集の編者としても良く知られており、なかでも有名なのが1946年の『ポータブル・フォークナー』である。この選集において、カウリーはウィリアム・フォークナーの多元的で混沌とした小説世界をきわめてリーダブルに「編集」し、さらにそのサーガの豊かさを存分に伝える「イントロダクション」を付すことで、それまでほとんど無名であった──というより、ほとんどの作品がすでに絶版になっていた──この作家の魅力を広く世に知らしめた。
サルトルやコアンドローらによるフランスでのローカルな評価を別とすれば、このカウリー版「フォークナー」こそが、彼を「世界文学」の作家たらしめた最初のきっかけだったとも言えるだろう。当時のフォークナーの知名度を考えればほとんど突然のようにも思われる1949年のノーベル文学賞受賞の背景に、この優れた選集の存在があったことは疑いを得ない。カウリーの批評家としての本質は、知られざる「才能」を見出すこうした直感的明察にこそあったとも言えよう。
1980年に自叙伝"And I Worked at the Writer's Trade: Chapters of Literary History 1918-1978"で全米図書賞を受賞。

## 日本語訳
- 『亡命者帰る 「失われた世代」の文学遍歴』大橋健三郎・白川芳郎共訳、南雲堂 1960
  - 新訳『ロスト・ジェネレーション　異郷からの帰還』吉田朋正・笠原一郎・坂下健太郎共訳、みすず書房 2008
- 『八十路から眺めれば』小笠原豊樹訳、草思社 1999。草思社文庫 2015
- 『ドレイ商人冒険記』大場正史訳、桃源社（ポピュラー・ブックス）1965。新版「奴隷商人」1979
- 編著『フォークナーと私　書簡と追憶 1944-1962』大橋健三郎・原川恭一共訳、冨山房 1968
- 編著『ポータブル・フォークナー』池澤夏樹・柴田元幸・小野正嗣・桐山大介共訳、河出書房新社 2022.9

評伝
- ジェームズ・M・ケンフ『マルカム・カウリー　アメリカ文学を育てた文芸評論家・若き日の肖像』ケンフ智子訳、サイマル出版会 1988